# Crusader Rabbit
Crusader Rabbit es la primera serie de animación producida específicamente para la televisión y creada por el estudio Jay Ward Productions. Sus personajes principales fueron Crusader Rabbit y su compañero Ragland T. "Rags" Tiger, y sus némesis Dudley Nightshade y Bilious Green. Las historias eran clichés satíricos de 4 minutos de duración.
El concepto fue aprobado y comercializado en 1948, mientras que el episodio inicial - "Crusader contra el estado de Texas" - ventiló en KNBH (ahora KNBC) en Los Ángeles en 1950. El programa fue sindicado a partir de 1950 a 1952 para 195 episodios, después fue restablecido en 1959 para 260 episodios del color. Jay Ward, que pasó a crear The Rocky and Bullwinkle Show, estuvo involucrado como gerente de negocios y productor.